# Philodromus juvencus
Philodromus juvencus là một loài nhện trong họ Philodromidae.
Loài này thuộc chi Philodromus. Philodromus juvencus được Wladislaus Kulczynski miêu tả năm 1895.